# Скуби-Ду: Маската на Синия сокол
„Скуби-Ду: Маската на Синия сокол“ (на английски: Scooby-Doo! Mask of the Blue Falcon) е директно издаден на DVD анимационен филм 
от 2013 година, и е деветнадесетата част от директните издадени към видео филми на „Скуби-Ду“. Филмът е кросоувър, с участието на Синия Сокол и Динамит. Той е продуциран е завършен през 2012 г. и е пуснат на 26 февруари 2013 г. от Warner Premiere.

## В България
В България филмът е излъчен през 2014 г. по „Ейч Би О“. Излъчва се и по „Картун Нетуърк“.